# Henry av Huntingdon
Henry av Huntingdon, född omkring 1088, död omkring 1157, var en engelsk historiker och ärkediakon av Huntingdon på 1100-talet.
Han är känd som författaren till det betydelsefulla verket Historia Anglorum som skildrar Englands historia från tidiga år till Henrik II:s trontillträde 1154. Den första utgåvan tros ha publicerats år 1129 och följdes av flera nya utgåvor. Den femte och sista publicerades 1154 och det antas att Henry avlidit strax därefter.